# Mino Pecorelli
Carmine 'Mino' Pecorelli (Sessano del Molise, 14 de junio de 1928-Roma, 20 de marzo de 1979) fue un periodista italiano. Licenciado en derecho, como abogado empezó a descubrir los grandes lazos, la mayor parte ilegales, entre política y negocios y a publicarlos en su publicación Osservatorio Político. Fue asesinado a tiros mientras caminaba por la capital italiana, a casi un año del secuestro y posterior asesinato del premier italiano Aldo Moro.

## Carrera
Sin tener en cuenta sus ideas políticas, con su manera de hacer periodismo, para algunos considerado escandaloso y para otros un portavoz de los servicios secretos, Pecorelli siempre quiso decir y contar historias nuevas, interesantes y sobre todo reales. Muchas veces sus artículos parecían incomprensibles al principio, para luego tomar su propia forma con el pasar del tiempo hasta llegar a crear un estilo periodístico propio e inconfundible. Así pasó durante el escándalo de los Petroli, anunciado años antes en su cotidiano. O como sucedió durante el secuestro de Aldo Moro (político de la Democracia Cristiana italiana). En ambos casos a través de su cotidiano-semanal OP (Osservatorio Político, en español observatorio político), demostró saber más de cuanto probablemente debería haber entendido, llegando así a ser asesinado con 5 disparos bajo la sede de su periódico (OP).
Su unión con los servicios secretos, sospechada por muchos ya que tenía acceso a documentos para nadie pensables en la época, fue confirmada por Nicola Falde (coronel de los servicios secretos italianos del 1967 al 1969).
Desde el 1970 al 1974 tuvo lazos con Vito Miceli (jefe de los servicios secretos militares) y estuvo bajo sentencias judiciales también con el general Carlo Alberto Dalla Chiesa. Estas eran solo algunas de sus fuentes, otras las tenía dentro del club en el que era inscrito; de hecho estaba confirmada su presencia en el club masónico P2, en el que estaban afiliados 962 personalidades políticas y personajes más que influyentes en la economía italiana (entre ellos el primer ministro de Italia Silvio Berlusconi, el general Alberto Dalla Chiesa, Umberto de Bellis, jefe de la guardia de finanza de Venecia).
Antes de morir declaró que podía haber publicado documentos interesantes sobre el “caso Moro” que envolvían a Giulio Andreotti (político de la Democristiana italiana, primer ministro y senador luego, que no tenía buenas relaciones con Moro).
Sobre la muerte de Pecorelli se organizaron 162 juicios por más de 3 años. Todo empezó el 6 de abril de 1993 cuando el arrepentido de la mafia Tommaso Buscetta, interrogado por los jueces de Palermo, habló por la primera vez de los lazos entre la política y la mafia italiana. Contó entre otras cosas que había oído del jefe de la mafia Gaetano Badalamenti que el homicidio de Pecorelli había sido ordenado solo por los intereses de Andreotti.
Se abrió así un fascículo sobre el caso. Así, con el pasar del tiempo y de los interrogatorios, junto al nombre de Andreotti se pusieron los nombres de Claudio Vitalone, Badalamenti, Giuseppe Caló, Michelangelo La Barbera, Carminati y muchos otros personajes importantes de la política italiana. Giulio Andreotti junto a Calò Giuseppe, Vitalone Claudio, Carminati Massimo Badalamenti Gaetano, La Barbera Michelangelo fueron acusados por mandar que lo asesinaran; La Barbera E il Carminati como ejecutores. El mismo 24 de septiembre de 1999 fue cancelada la sentencia y fueron absueltos los imputados por 'no haber admitido el hecho'.
El 17 de noviembre de 2002, en juicio, Andreotti e Badalamenti fueron condenados a 25 años de cárcel por haber sido los jefes del homicidio.
El 30 de octubre de 2003, en la corte D’Assise del juzgado de Perugia, (la corte di cassazione) anuló la condena al senador por vida Giulio Andreotti y a Badalamenti. Acabó todo con muchas preguntas que siguen perjudicando la fama de Andreotti.